# Liste von Marinestützpunkten
Die Liste von Marinestützpunkten listet Marinebasen, im engeren Sinne die Stützpunkte der Seestreitkräfte, auf.

## Albanien
- Marinebasis Pashaliman bei Orikum, mit Außenstelle auf Sazan
- Hafen Durrës in Durrës
- Hafen von Shëngjn

## Argentinien
- Base Naval Puerto Belgrano
- Base Naval de Mar del Plata

## Volksrepublik China
- Jianggezhuang
- Lüshunkou
- Marinestützpunkt Sanya
- Xiaopingdao
- Spratly-Inseln
- Dschibuti

## Deutschland

### Aktive Stützpunkte
- Marinestützpunkt Eckernförde (Kranzfelder Hafen), Eckernförde
- Marinestützpunkt Heppenser Groden, Wilhelmshaven
- Marinestützpunkt Warnemünde, Rostock
- Marinestützpunkt Kiel-Wik, Kiel
- Einsatzausbildungszentrum Schadensabwehr Marine, Neustadt in Holstein
- Bootshafen der Marineschule Mürwik im Stadtbezirk Stützpunkt Flensburg-Mürwik, Überrest des Marinestützpunktes[1][2]

### Ehemalige Stützpunkte
Ehemalige Stützpunkte sind:
| Bezeichnung                                                                          | Ort                                       | Region             | von                | bis                |
| ------------------------------------------------------------------------------------ | ----------------------------------------- | ------------------ | ------------------ | ------------------ |
| Marinestützpunkt Borkum                                                              | Borkum                                    | Niedersachsen      | 3. Januar 1957     | 30. Juni 1996      |
| Marinestützpunkt Bremerhaven (1935–1945)                                             | Wesermünde                                | Bremen             | 1935               | 1945               |
| Marinestützpunkt Bremerhaven                                                         | Bremerhaven                               | Bremen             | 16. April 1957     | 31. März 1993      |
| Marinestützpunkt Cuxhaven                                                            | Cuxhaven                                  | Niedersachsen      | 1. Juli 1956       | 30. September 1991 |
| Marinestützpunkt Dranske                                                             | Dranske                                   | Pommern            |                    |                    |
| Marinestützpunkt Emden                                                               | Emden                                     | Niedersachsen      | 1. Oktober 1986    | 31. März 1997      |
| Marinestützpunkt Flensburg-Mürwik (siehe: Marinestützpunktkommando Flensburg-Mürwik) | Flensburg                                 | Schleswig-Holstein | 1. Juli 1956       | 31. Dezember 1998  |
| Marinestützpunkt Großenbrode                                                         | Großenbrode                               | Schleswig-Holstein | 15. September 1963 | 30. September 1967 |
| Marinestützpunkt Swinemünde                                                          | Swinemünde                                | Pommern            |                    | 1945               |
| Marinestützpunkt Memel                                                               | Memel                                     | Ostpreußen         |                    | 1945               |
| Marinestützpunkt Gotenhafen                                                          | Gdingen (ab 1939 in Gotenhafen umbenannt) | Westpreußen        | 1939               | 1945               |
| Marinestützpunkt Danzig-Neufahrwasser                                                | Danzig                                    | Westpreußen        |                    | 1945               |
| Marinestützpunkt Olpenitz                                                            | Olpenitz                                  | Schleswig-Holstein | 1. April 1964      | 2002               |
| Marinestützpunkt Hela                                                                | Hela                                      | Westpreußen        |                    | 1945               |
| Marinestützpunkt Helgoland                                                           | Helgoland                                 | Schleswig-Holstein |                    | 1945               |
| Marinestützpunkt Peenemünde                                                          | Peenemünde                                | Pommern            | 8. März 1991       | 31. März 1996      |
| Marinestützpunkt Pillau                                                              | Pillau                                    | Ostpreußen         | 1635               | 1945               |

## Estland
- Miinisadam, Tallinn

## Frankreich
- Marinebasis Brest, Bretagne
- Marinebasis Cherbourg, Rade de Cherbourg, Normandie
- Militärhafen Toulon, Südfrankreich
- Île Longue, Bretagne
- U-Boot-Stützpunkt Lorient, deutscher Stützpunkt im Zweiten Weltkrieg
- U-Boot-Stützpunkt La Rochelle, deutscher Stützpunkt im Zweiten Weltkrieg
- [U-Boot-Stützpunkt Saint Nazaire], deutscher Stützpunkt im Zweiten Weltkrieg

## Israel
- Marinebasis Haifa, Mittelmeer
- Marinebasis Eilat, Rotes Meer

## Italien
- Marinebasis Tarent
- Marinebasis La Spezia
- Marinestützpunkt Augusta

## Niederlande
- Marinebasis Den Helder

## Norwegen
- Haakonsvern

## Russland
- Baltijsk
- Marinebasis Gadschijewo, Murmansk
- Bolschaja Lopatka
- Malaja Lopatka
- Nerpitschja
- Flottenstützpunkt Sewastopol, Krim

## Schweden
- Marinehafen Muskö (1950–2005)
- Marinehafen Karlskrona

## Spanien
- Marinebasis Rota

## Syrien
- Marinebasis Tartus

## Vereinigtes Königreich von Großbritannien und Nordirland
- Naval Base Portsmouth, Südengland
- Naval Base Devonport, Südengland
- Faslane-on-Clyde, Schottland
- Marinebasis Coulport, Schottland
- Scapa Flow, Orkney

Siehe auch: Liste von Stützpunkten der Royal Navy

## Vereinigte Staaten von Amerika
- Naval Station Norfolk, Norfolk (Virginia)
- Naval Base Coronado, San Diego
- Naval Base San Diego, San Diego
- Pearl Harbor, Hawaii
- Apra Harbor, Guam